# Зареченское сельское поселение (Ростовская область)
Заре́ченское се́льское поселе́ние — муниципальное образование в Песчанокопском районе Ростовской области Российской Федерации.
Административный центр — посёлок Дальнее Поле.

## Состав сельского поселения
| № | Населённый пункт | Тип населённого пункта          | Население |
| - | ---------------- | ------------------------------- | --------- |
| 1 | Гок              | посёлок                         | 78        |
| 2 | Дальнее Поле     | посёлок, административный центр | 864       |
| 3 | Раздельный       | посёлок                         | 60        |

## Население
| 2010 | 2012 | 2013 | 2014 | 2015 | 2016 | 2017 |
| ---- | ---- | ---- | ---- | ---- | ---- | ---- |
| 1002 | ↘961 | ↘936 | ↘916 | ↘915 | ↘901 | ↘891 |
| 2018 | 2019 | 2020 | 2021 |      |      |      |
| ↘864 | ↘846 | ↘825 | ↘812 |      |      |      |